# Ab Sluis
Albert Herman "Ab" Sluis (Badhoevedorp (vaak wordt onjuist Huizen als geboorteplaats gegeven), 26 november 1937) is een Nederlands voormalig professioneel wielrenner. Hij reed in het verleden voor Helyett en Radium. Hij won onder andere het Nederlandse kampioenschap voor nieuwelingen en als amateur onder andere de Ronde van Noord-Holland. Nadat hij in 1960 werd uitgeroepen tot de beste Nederlandse amateur kreeg hij in 1961 een profcontract aangeboden bij Hutchinson, de ploeg van Jacques Anquetil. Hij zou eenmaal voor de Fransman knechten in de Vuelta, die hij overigens niet uit reed. Ondanks zijn succesvolle carrière als amateur wist hij nooit echt door te breken bij de profs, en hij stopt in 1962 met wielrennen.
Sluis deed namens Nederland mee aan de Olympische Spelen van 1960 in Rome op de Ploegentijdrit, samen met Jan Hugens, René Lotz en Lex van Kreuningen, Jan Janssen was reserve. De Nederlandse ploeg viel net buiten de medailles en eindigde als vierde, op een kleine vijf seconden van de winnaars.

## Erelijst
1956
- Nederlands kampioen op de weg voor nieuwelingen

1959
- Nibbixwoud (Criterium, Amateurs)
- 3e in Leeuwarden

1960
- 4e op Olympische Spelen, Ploegentijdrit (met Jan Hugens, René Lotz en Lex van Kreuningen)
- Ronde van Noord-Holland
- Ronde van Haarlemmermeer
- Ronde van Henegouwen
- Ronde van Duisburg
- Omloop van de 4 kantons
- 2e in Ronde van Overijssel
- 3e in Kattekoers
- 2e in 1e etappe Ronde van Groot-Brittannië
- 3e in Ronde van Midden-Zeeland (Amateurs)

1961
- 3e in Ossendrecht (Criterium)

## Grote rondes
| Jaar | Ronde van Italië | Ronde van Frankrijk | Ronde van Spanje |
| ---- | ---------------- | ------------------- | ---------------- |
| 1961 |                  |                     | opgave           |